# Prayer (álbum)
Prayer é o décimo sexto álbum da cantora japonesa Ayaka Hirahara; gravado, distribuído e lançado pela gravadora NAYUTAWAVE RECORDS, da Universal Music Japan. Não teve nenhum single físico, apenas duas músicas foram usadas para promover o álbum em forma de single digital, além disso produziram um vídeo promocional da faixa #2 Don't Give It Up.

## Faixas
Faixas do álbum Prayer:

### CD
| N.º | Título                                     | Letras                                    | Música                                                                     | Duração |  |
| 1.  | "I’m Coming Home"                          | Ayaka Hirahara                            | Sonja Biskop・Jeff Franzel・Christian Knollmueller・Nani                   | 4:39    |  |
| 2.  | "Don’t give it up"                         | Ayaka Hirahara                            | Ayaka Hirahara / Sakamoto Masayuki                                         | 3:55    |  |
| 3.  | "Let it flow ~ Ai no Katachi (愛のかたち)" | Ayaka Hirahara                            | Will Hatton・Abi F Jones・Thomas Reil・Jeppe Reil                          | 3:41    |  |
| 4.  | "ALL OR NOTHING"                           | Ayaka Hirahara                            | Fridolin Tai Nordso Schjoldan・Anders Rhedin・Dimitri Ehrlich・Pia Toscano | 4:03    |  |
| 5.  | "Someiyoshino (ソメイヨシノ)"              | Akinori Dono                              | Akinori Dono                                                               | 6:00    |  |
| 6.  | "Fuuta (風歌)"                             | Kasuga Akihiro                            | Kasuga Akihiro                                                             | 4:56    |  |
| 7.  | "Prayer"                                   | Nicolas Farmakalidis・aika・Krysta Youngs | Nicolas Farmakalidis・aika・Krysta Youngs                                  | 3:36    |  |
| 8.  | "Sweet Sacrifice"                          | Ayaka Hirahara                            | Harry Sommerdahl・Hanne Sorvaag                                            | 3:45    |  |
| 9.  | "Melody"                                   | Akinori Dono                              | Akinori Dono                                                               | 5:13    |  |
| 10. | "Koi wo Sureba (恋をすれば)"               | Taira Yoshitaka                           | Taira Yoshitaka                                                            | 4:55    |  |
| 11. | "HEROES"                                   | Ayaka Hirahara                            | Harry Sommerdahl・Victoria Horn・Ki Fitzgerald                             | 4:01    |  |
| 12. | "Great Harmony"                            | Yoshimoto Yumi                            | Miyagawa Akira                                                             | 5:14    |  |